# Bad Time for Human Kind
Albums de Burning Heads
Incredible Rock Machine

Bad Time For Human Kind est le huitième album du groupe punk rock orléanais Burning Heads. L’album est sorti sur Opposite Records, le propre label du groupe, en 2006.<
Cet album est marqué par des chansons en majorité engagées. Ainsi Glass Ceiling charge contre le mythe de l'ascenseur social, Bad Time For Human Kind interpelle sur la situation des étrangers en situation irrégulière, Song for the Majors s’en prend aux majors de l’industrie du disque, Power is the Poison est une attaque à la société qui cherche à tout contrôler, tout dominer...

## Liste des titres
| No  | Titre                       | Durée |
| --- | --------------------------- | ----- |
| 1.  | Show The Way You Really Are |       |
| 2.  | Wake Up                     |       |
| 3.  | Tomorow                     |       |
| 4.  | Get That Gun Off My Chest   |       |
| 5.  | Who Wants To Join ?         |       |
| 6.  | Power Is The Poison         |       |
| 7.  | Going Nowhere Tim           |       |
| 8.  | A Whole Life                |       |
| 9.  | After Me The Storm          |       |
| 10. | Spirit Of 68                |       |
| 11. | The Fuse                    |       |
| 12. | Song For The Majors         |       |
| 13. | Nice Time To Fall           |       |
| 14. | Bad Time For Humankind      |       |
| 15. | Glass Ceiling               |       |